# التطهير العرقي في وادي لاشفا
التطهير العرقي في وادي لاشفا المعروف أيضا باسم قضية وادي لاشفا يشير إلى العديد من جرائم الحرب التي ارتُكبت خلال حرب البوسنة والهرسك من قبل القيادة السياسية والعسكرية للجمهورية الكرواتية في البوسنة والهرسك على المدنيين البوسنيين المسلمين في منطقة وادي لاشفا في البوسنة الهرسك. الحملة المخطط لها من مايو 1992 إلى مارس 1993 واندلعت في أبريل التالي كان الهدف منها تنفيذ الأهداف التي حددها القوميون الكروات في نوفمبر 1991. تعرض البوشناق في وادي لاشفا للاضطهاد لأسباب سياسية ودينية وتعرضوا للتمييز المتعمد في سياق هجوم واسع النطاق على السكان المدنيين في المنطقة وتعرضوا للقتل الجماعي والاغتصاب والسجن في المعسكرات وكذلك تدمير المواقع الثقافية والممتلكات الخاصة. تبع ذلك غالبا دعاية مناهضة للبوشناق لا سيما في بلديات فيتيس وبوسوفاتشا ونوفي ترافنيك وكيسيلجاك.
قضت المحكمة الجنائية الدولية ليوغوسلافيا السابقة بأن هذه الجرائم ترقى إلى مرتبة الجرائم ضد الإنسانية في العديد من الأحكام ضد القادة السياسيين والعسكريين والجنود الكروات وعلى الأخص داريو كورديتش. واستنادا إلى الأدلة على العديد من هجمات مجلس الدفاع الكرواتي في ذلك الوقت خلصت المحكمة الابتدائية للمحكمة الجنائية الدولية ليوغوسلافيا السابقة في قضية كورديتش وشركيز إلى أنه بحلول أبريل 1993 كان لدى القيادة الكرواتية تصميم أو خطة مشتركة تم وضعها وتنفيذها لتطهير البوشناق عرقيا من وادي لاشفا. تم العثور على داريو كورديتش بصفته الزعيم السياسي المحلي ليكون المخطط والمحرض على هذه الخطة. استنتجت المحكمة الجنائية الدولية ليوغوسلافيا السابقة كذلك أن الجيش الكرواتي شارك في الحملة وعرفت الأحداث على أنها حرب دولية بين البوسنة والهرسك وكرواتيا.

## الخلفية
خلال الحروب اليوغوسلافية تقاسم الكروات في البوسنة والهرسك الأهداف داخل كرواتيا. الحزب الحاكم في جمهورية كرواتيا الاتحاد الديمقراطي الكرواتي نظم وسيطر على فرع الحزب في البوسنة والهرسك. بحلول الجزء الأخير من عام 1991 العناصر الأكثر تطرفا في الحزب بقيادة ماتي بوبان وداريو كورديتش وجادرانكو برليتش وإيجناك كوشترومان والقادة المحليين مثل أنطو فالنتا وبدعم من فرانيو تودجمان وجوجكو شوشاك قد تولى السيطرة الفعلية على الحزب. في 18 نوفمبر 1991 أعلن فرع الحزب في البوسنة والهرسك وجود الجمهورية الكرواتية في البوسنة والهرسك كجماعة سياسية وثقافية واقتصادية وإقليمية منفصلة على أراضي البوسنة والهرسك.
أوضحت المحكمة الجنائية الدولية ليوغوسلافيا السابقة ذلك من خلال محضر اجتماع عقد في 12 نوفمبر 1991 ووقع عليه ماتي بوبان وداريو كورديتش: «يجب على الشعب الكرواتي في البوسنة والهرسك أن يتبنى أخيرا سياسة حازمة وفعالة ستحقق حلمنا الأبدي الكرواتي المشترك دولة». في 10 أبريل 1992 أصدر ماتي بوبان مرسوم يقضي بأن الدفاع الإقليمي البوسني الذي تم إنشاؤه في اليوم السابق غير قانوني على الأراضي الكرواتية التي نصبت نفسها بنفسها. في 11 مايو أعلن تيهومير بلاشكيتش أن الدفاع الإقليمي غير شرعي على أراضي بلدية كيسيلياك.

## التمييز
خلال عام 1992 تعرضت السلطات البوسنية والمدنيون في فيتيس وبوسوفاتشا وكيسيلجاك للتمييز بشكل منتظم. أصبحت الظروف مرهقة للغاية بالنسبة للمدنيين البوسنيين لدرجة أن العديد منهم قرروا مغادرة المنطقة والانتقال إلى البلديات حيث سيكونون الأغلبية. أولئك الذين اختاروا مع ذلك البقاء في تلك البلديات كان عليهم أن يقبلوا أنهم سيتعرضون للاضطهاد من قبل نظام سياسي وعسكري معاد لهم بشكل متزايد. ووقع أول تدمير للمساجد ومنازل البوشناق وأول قتل للمدنيين وأولى أعمال النهب في هذا الوقت.

### فيتيز
في أبريل 1992 قال زعيم الاتحاد الديمقراطي الكرواتي في فيتيس أنطو فالنتا لممثلي البوشناق في البلدية أنه ينبغي عليهم تلقي أوامرهم من الجمهورية الكرواتية في البوسنة والهرسك. في 20 مايو 1992 قتل جندي من الجيش البوسني أمام فندق فيتيز بينما تم أسر وضرب اثنين آخرين. في يونيو 1992 استولت التشكيلات العسكرية الكرواتية على المقر الرئيسي في فيتيس ومبنى الجمعية البلدية ورفعت علمي الجمهورية الكرواتية في البوسنة والهرسك وكرواتيا. في وقت لاحق في نوفمبر 1992 أدخلت البلدية ضرائب جديدة وطلبت من الموظفين التوقيع على إعلان الولاء للحكومة الكرواتية الجديدة مهددة أولئك الذين لم يطيعوا بالفصل. مُنع العديد من البوسنيين من الوصول إلى المؤسسات العامة لأنهم رفضوا التوقيع على الإعلان ولم يتمكنوا من الحصول على تصريح المرور اللازم للقيادة على الطرق التي سيطرت عليها القوات الكرواتية.

### بوسوفاتشا
تم تنفيذ نفس الممارسة في بوسوفاتشا. في 10 مايو 1992 قرر داريو كورديتش وإيفو برنادا إلغاء اتفاقية توزيع الأسلحة التي تم إبرامها مع الدفاع الإقليمي البوسني والاستيلاء على جميع الأسلحة والسيطرة على الثكنات. ثم وجهوا إنذارا إلى جميع الوحدات العسكرية البوسنية مطالبينهم بتسليم أسلحتهم ووضع أنفسهم تحت القيادة الكرواتية. بموجب مرسوم مؤرخ 22 مايو 1992 شرع داريو كورديتش وفلوريان غلافوزيفيتش في منح مجلس الدفاع الكرواتي سلطات إدارية عامة على البلدية. بعد اعتماد هذين المرسومين ألغيت أجهزة الدولة البوسنية واستُبعد البوشناق تدريجيا من الهياكل السياسية المحلية. استولت القوات الكرواتية أيضا على محطة البث التلفزيوني في سكرادنو وأنشأت إذاعتها المحلية الخاصة بها للإذاعة والتلفزيون لنشر الدعاية واستولت على المؤسسات العامة ورفعت العلم الكرواتي فوق مباني المؤسسات العامة وفرضت الدينار الكرواتي كوحدة للعملة. خلال هذا الوقت أُجبر البوشناق في بوسوفاتشا على توقيع وثيقة الولاء للسلطات الكرواتية ووقعوا ضحية العديد من الهجمات على المحلات التجارية والشركات وغادروا المنطقة تدريجيا خوفا من أنهم سيكونون ضحايا جرائم جماعية.

### كيسيلياك
كما هو الحال في بلديتي فيتيس وبوسوفاتشا تم تطبيق نمط مماثل في كيسيلياك من أبريل إلى نوفمبر 1992 مما يدل على عزم السلطات الكرواتية تولي السيطرة السياسية والعسكرية على بلدية كيسيلياك. أنشأت السلطات محطة إذاعية تبث دعاية قومية. طرد الجنرال بلاشكيتش الدفاع الإقليمي البوسني من مباني جيش يوغوسلافيا الشعبي السابق في 14 مايو 1992.

## التطهير العرقي
في يونيو 1992 تحول التركيز إلى نوفي ترافنيك حيث قوبلت الجهود الكرواتية للسيطرة بمقاومة. في 18 يونيو 1992 تلقت القوات الحكومية البوسنية في نوفي ترافنيك إنذار نهائي من مجلس الدفاع الكرواتي تضمن مطالبات بإلغاء المؤسسات الحكومية القائمة والتعهد بالولاء لسلطة كرواتية منشأة حديثا وإخضاع القوات البوسنية لمجلس الدفاع الكرواتي وطرد اللاجئين البوسنيين كل ذلك في غضون 24 ساعة. في 19 يونيو 1992 اندلع النزاع المسلح. استمر القتال ساعتين وتعرض مقر الدفاع الإقليمي البوسني والمدرسة الابتدائية ومكتب البريد للهجوم والتلف من قبل الوحدات الكرواتية المحلية بما في ذلك وحدات من فيتيز وبوسوفاتشا. تعرض البوسنيون في الجزء السفلي من المدينة للقتل والاغتصاب وسوء المعاملة.
خلال شهر أغسطس 1992 شنت القوات الكرواتية هجمات على قرى دهري وبوتكراي ورادانوفيتشي وتوبول وشملت هذه الهجمات حوادث أكثر عنف بما في ذلك إشعال النار في منازل البوسنيين وتخريب أعمالهم. بدأ العديد من المدنيين الذين كانوا يخشون وقوع هجمات مستقبلية بمغادرة جيب كيسيلياك في هذا الوقت.
قررت المحكمة الابتدائية للمحكمة الجنائية الدولية ليوغوسلافيا السابقة في قضية كورديتش وشركيز أن ثقل الأدلة يشير بوضوح إلى اضطهاد المدنيين البوسنيين في بلديات وسط البوسنة والهرسك التي استولت عليها القوات الكرواتية: بوسوفاتشا ونوفي ترافنيك وفارس وكيسيلياك وفيتيز وكريشيفو وزيبشي. اتبع الاضطهاد نمط ثابت في كل بلدية وأظهر أن مجلس الدفاع الكرواتي قد شن حملة ضد البوشناق فيها على أمل أن تنفصل الجماعة الكرواتية التي نصبت نفسها في الجمهورية الكرواتية في البوسنة والهرسك عن البوسنة والهرسك وبغرض التوحيد مع كرواتيا.
بحلول ديسمبر 1992 كان الوضع في وسط البوسنة والهرسك على النحو التالي: سيطرت القوات الكرواتية على بلديات وادي لاشفا ولم تواجه سوى معارضة كبيرة في نوفي ترافنيك وأحميتشي. لذلك كان جزء كبير من وسط البوسنة والهرسك في أيدي الكروات.

### قصف غورني فاكوف
غورني فاكوف هي مدينة تقع إلى الجنوب من وادي لاشفا ولها أهمية إستراتيجية عند مفترق طرق في طريقها إلى وسط البوسنة والهرسك. تقع على بعد 48 كيلومتر من نوفي ترافنيك وحوالي ساعة واحدة بالسيارة من فيتيز في مركبة مصفحة. بالنسبة للكروات كان ذلك ارتباط مهم للغاية بين وادي لاشفا والهرسك وهما منطقتان مدرجتان في المجتمع الكرواتي المعلن ذاتيا في الجمهورية الكرواتية في البوسنة والهرسك.
في 10 يناير 1993 قبيل اندلاع الأعمال العدائية في غورني فاكوف أرسل قائد مجلس الدفاع الكرواتي لوكا تشكيريجا طلب «عسكري - سري للغاية» إلى العقيد بلاشكيتش وداريو كورديتش للحصول على طلقات من قذائف الهاون المتاحة في مصنع الذخيرة في فيتيز. ثم اندلع القتال في غورني فاكوف في 11 يناير 1993 نتيجة انفجار قنبلة وضعها الكروات في فندق مملوك للبوشناق كان يستخدم كمقر عسكري. تبع ذلك اندلاع قتال عام وكان هناك قصف عنيف على المدينة في تلك الليلة بالمدفعية الكرواتية.
خلال مفاوضات وقف إطلاق النار في مقر بريتبات في غورني فاكوف طالب العقيد أندريتش ممثل مجلس الدفاع الكرواتي القوات البوسنية بإلقاء أسلحتها وقبول سيطرة مجلس الدفاع الكرواتي على المدينة مهددا بأنهم إذا لم يوافقوا على تسوية غورني فاكوف بالأرض. لم يقبل الجيش البوسني مطالب مجلس الدفاع الكرواتي واستمر الهجوم وأعقب ذلك مذابح بحق المدنيين البوسنيين المسلمين في القرى المجاورة مثل بسترتشا وأوزريتشي ودوشا ودريمتشي وهراسنيكا. على الرغم من أن الكروات غالبا ما استشهدوا بها كسبب رئيسي للهجوم على غورني فاكوف إلا أن قائد الفرقة البريطانية ادعى أنه لا يوجد محاربون مقدسون مسلمون في غورني فاكوف (المعروفين باسم المجاهدين) وأن جنوده لم يروا أيا منهم.

### مذبحة بوسوفاتشا
في صباح يوم 25 يناير 1993 هاجمت القوات الكرواتية الجزء البوسني من بلدة بوسوفاتشا المسماة كاديتشا سترانا بعد إنذار 20 يناير. وشمل الهجوم قصف من التلال المحيطة. ودعا مكبر صوت البوسنيين إلى الاستسلام. يظهر تقرير للشرطة أن 43 شخص قد ذبحوا في بوسوفاتشا في يناير وفبراير 1993. البوشناق الباقون (حوالي 90 إجمالا) تم اعتقالهم في ساحة البلدة. تم السماح للنساء والأطفال (حوالي 20 في المجموع) بالعودة إلى منازلهم والرجال (70 في المجموع) بعضهم لا تتجاوز أعمارهم 14-16 عام تم تحميلهم في حافلات ونقلهم إلى مخيم كاونيك. استمر العنف بعد هجوم يناير.

### مجزرة أحميتشي

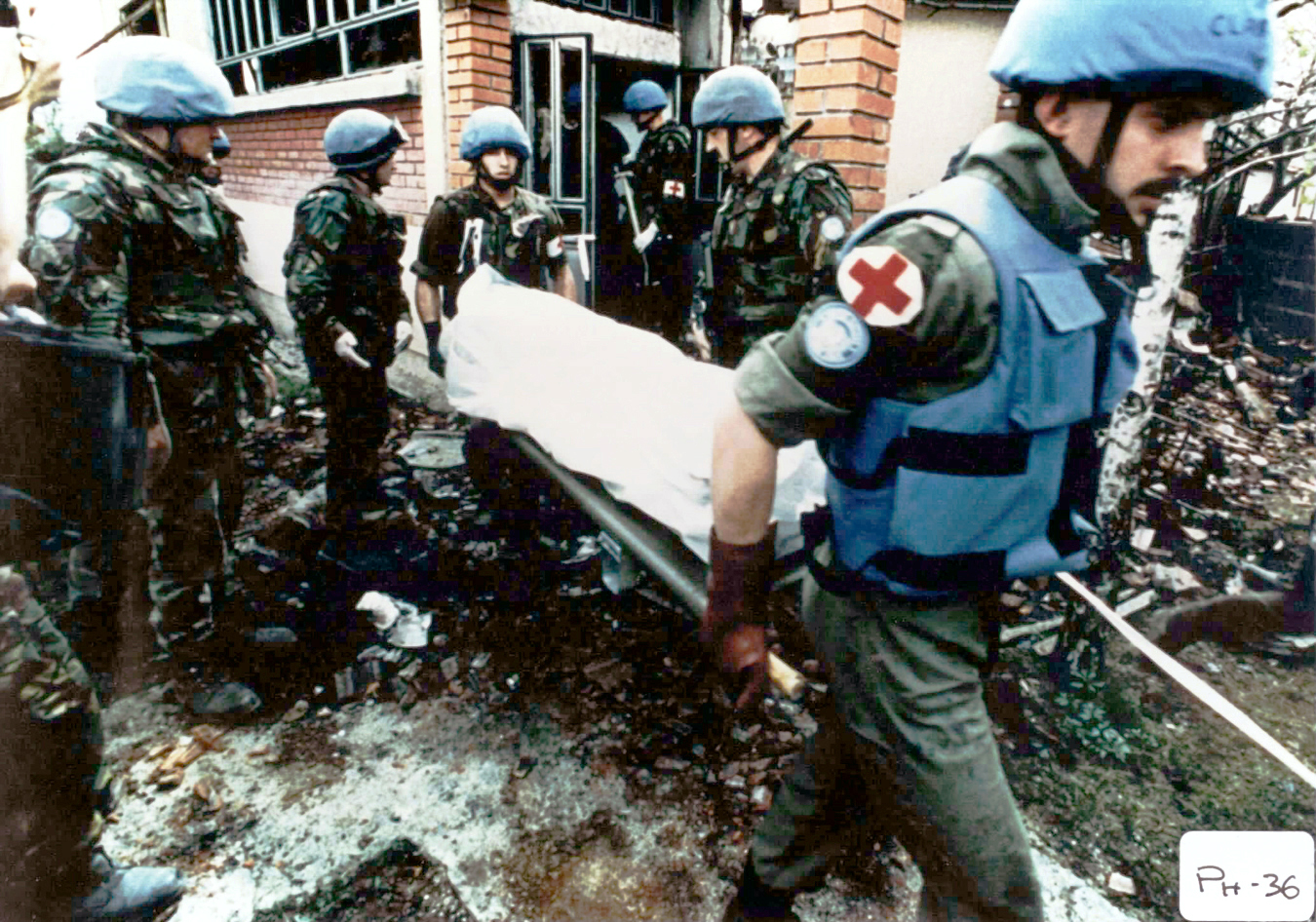
حفظة السلام التابعون للأمم المتحدة يجمعون الجثث من أحميتشي في أبريل 1993. (الصورة مقدمة من المحكمة الجنائية الدولية ليوغوسلافيا السابقة).

كانت مذبحة أحميتشي تتويجا للتطهير العرقي في وادي لاشفا. وهي أكبر مجزرة ارتكبت خلال الصراع بين الكروات والحكومة البوسنية.
بدأ الهجوم في الساعة 05:30 من يوم 16 أبريل 1993. قام مجلس الدفاع الكرواتي بقصف الجزء البوسني من أحميتشي وقام بقتل العديد من البوشناق بما في ذلك النساء والأطفال وكبار السن. ودمرت عددا كبيرا من منازل البوشناق وألحقت أضرارا جسيمة بمسجدي القرية. يقدر عدد القتلى بـ 120 قتيل. وأصغرهم طفل يبلغ من العمر ثلاثة أشهر وقد قُتل برصاصة رشاشة حتى الموت في سريره وأكبرهم كانت امرأة تبلغ من العمر 81 عام.

#### الخلفية
في 3 أبريل 1993 اجتمعت القيادة الكرواتية في موستار لمناقشة تنفيذ خطة فانس أوين للسلام. قرر الكروات تنفيذ إنشاء «المقاطعات الكرواتية» (المقاطعات 3 و 8 و 10) ووضع القوات المسلحة البوسنية تحت قيادة هيئة الأركان العامة لمجلس الدفاع الكرواتي. في 4 أبريل وفقا لرويترز حدد المقر الرئيسي لمجلس الدفاع الكرواتي في موستار موعد نهائي للرئيس عزت بيغوفيتش للتوقيع على الاتفاقية المذكورة أعلاه وذكر: إذا فشل عزت بيغوفيتش في التوقيع على هذه الاتفاقية بحلول 15 أبريل فإن مجلس الدفاع الكرواتي ستنفذ من جانب واحد ولايتها القضائية في الكانتونات ثلاثة وثمانية وعشرة. في رسالة من كورديتش وإغناتش كوشترومان وأنتو فالينتا طُلب من الشعب الكرواتي عرض المزيد من الأعلام الكرواتية على المباني.

#### الهجوم المنظم
يوم الجمعة 16 أبريل 1993 في الساعة 05:30 هاجمت القوات الكرواتية في وقت واحد فيتيز وستاري فيتيز وأحيميتشي وناديوتشي وشانتيتشي وبيريتشي ونوفاتشي وبوتيش ودونيا فيتشيريسكا. تحدث الجنرال بلاشكيتش عن 20 إلى 22 موقع للقتال المتزامن على طول الطريق الذي يربط ترافنيك وفيتيز وبوسوفاتشا. وجدت المحكمة الابتدائية للمحكمة الجنائية الدولية ليوغوسلافيا السابقة أن هذا كان هجوم مخطط ضد السكان المدنيين البوسنيين. وسبق الهجوم عدة تصريحات سياسية أعلنت أن صراعا وشيكا بين القوات الكرواتية والقوات البوسنية. في يوم الهجوم قطعت خطوط الهاتف لأن جميع مبادلات الاتصالات في بلدية فيتز كانت تحت سيطرة مجلس الدفاع الكرواتي.
تم تحذير السكان الكروات في تلك القرى من الهجوم وشارك بعضهم في الإعداد له. تم إجلاء النساء والأطفال الكروات عشية القتال. أظهرت طريقة الهجوم مستوى عال من الاستعداد. كانت الهجمات في المناطق المبنية مثل تلك التي نفذت في منطقة أحميتشي عمليات مخطط لها بتفاصيل دقيقة بهدف قتل أو طرد السكان البوسنيين مما أدى إلى مذبحة. في مساء 15 أبريل لوحظت تحركات غير عادية لقوات مجلس الدفاع الكرواتي. في صباح يوم 16 أبريل أغلقت القوات الكرواتية الطرق الرئيسية. وبحسب العديد من المراقبين الدوليين فإن الهجوم وقع من ثلاث جهات وكان الهدف منه إجبار السكان الفارين على اتجاه الجنوب حيث أطلق الرماة النخبة الذين يحملون أسلحة متطورة بشكل خاص النار على الفارين. وانتقلت قوات أخرى منظمة في مجموعات صغيرة قوامها نحو خمسة إلى عشرة جنود من منزل إلى منزل وأضرمت النيران فيها وقتلت السكان. وشارك في العملية قرابة مائة جندي. وأسفر الهجوم عن مجزرة بحق القرويين البوسنيين وتدمير القرية. من بين أكثر من 100 ماتوا 32 امرأة و 11 فتى وفتاة تحت سن 18. كان الهدف من مدفعية مجلس الدفاع الكرواتي هو دعم المشاة وتدمير الهياكل التي لم يستطع المشاة القيام بها. المسجد مثلا أصيب برصاصة من سلاح قوي. وفي وقت لاحق قام برالو وجوكيتش بتفجير المئذنة.

#### قتل المدنيين
تم إطلاق النار على معظم الرجال من مسافة قريبة. وكان الجنود الكروات قد اعتقلوا بعض الرجال ثم قتلوا. كما قُتل عشرين مدني أو نحو ذلك في دوني أحميتشي أثناء محاولتهم الفرار من القرية. اضطر السكان الفارون لعبور حقل مفتوح قبل الوصول إلى الطريق الرئيسي. وعثر في الميدان على نحو عشرين جثة قتلوا بطلقات نارية دقيقة. وخلص خبراء عسكريون إلى أن رماة أطلقوا النار عليهم. وعثر على جثث أخرى متفحمة في المنازل لدرجة أنه لم يتسن التعرف عليها وفي أوضاع توحي بأنها أحرقت أحياء. وكان من بين الضحايا العديد من النساء والأطفال.
قال مراقب بعثة المراقبة التابعة للاتحاد الأوروبي إنه رأى جثث الأطفال الذين من موقعهم يبدو أنهم ماتوا في عذاب في ألسنة النيران: «بعض المنازل كانت مشاهد رعب مطلقة لأن الناس لم يكونوا قد ماتوا فحسب بل كان هناك هؤلاء. الذين احترقوا ومن الواضح أن بعضهم قد احترق بقاذفات اللهب التي تفحمت الجثث وكان هذا هو حال العديد من الجثث». وفقا لتقرير بعثة المراقبة التابعة للاتحاد الأوروبي قُتل ما لا يقل عن 103 أشخاص أثناء الهجوم على أحميتشي.

#### تدمير الممتلكات

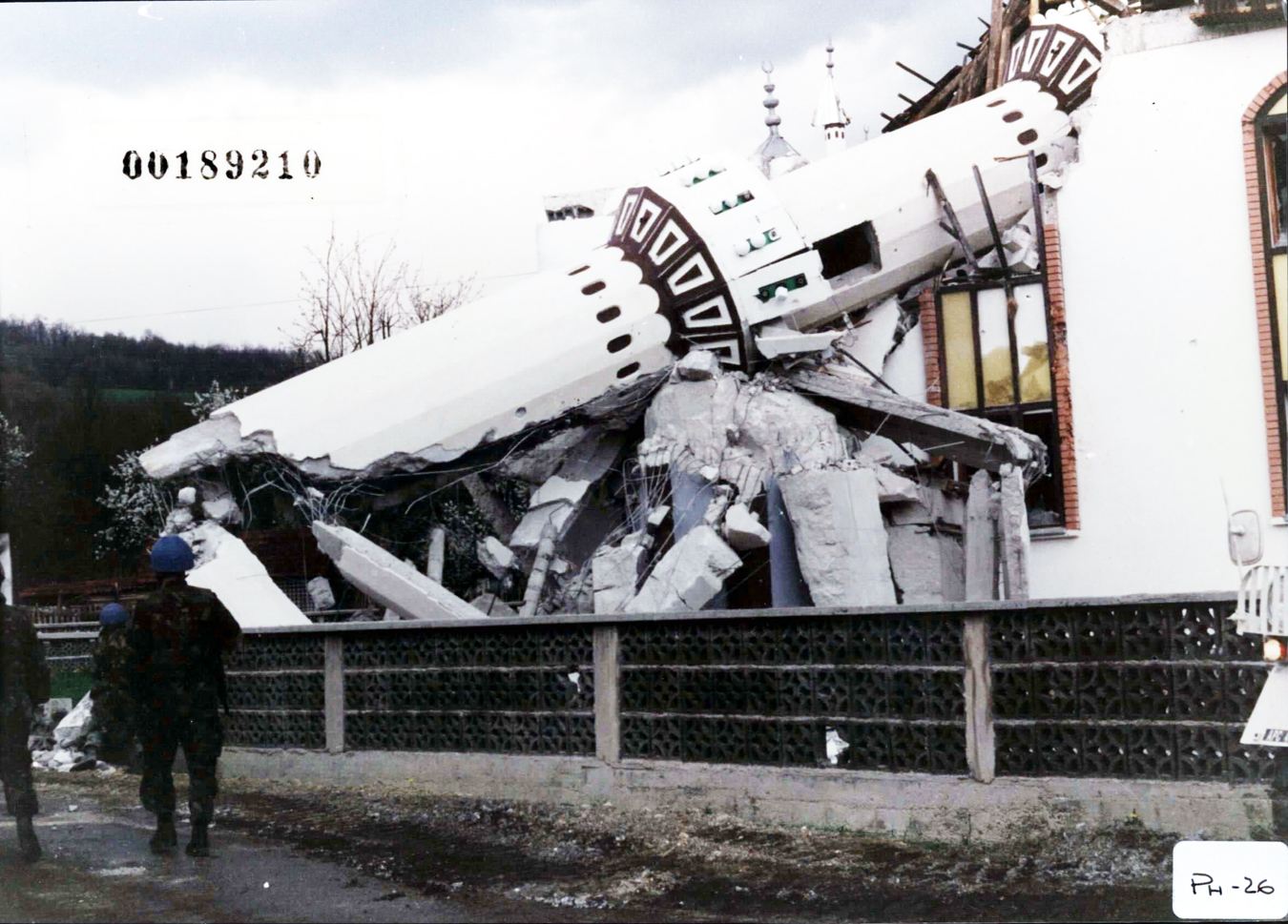
قصف مسجد في أبريل 1993، أحمئيتشي. (الصورة مقدمة من المحكمة الجنائية الدولية ليوغوسلافيا السابقة).

وفقا لمركز حقوق الإنسان في زينيتشا تم حرق 180 من بين 200 من منازل البوشناق الموجودة في أحميتشي خلال الهجوم. توصلت لجنة حقوق الإنسان إلى النتيجة نفسها في تقريرها المؤرخ 19 مايو 1993. ووفقا للمركز الأوروبي للطوارئ فقد تم حرق جميع منازل المسلمين البوسنيين في قرى أحميتشي وناديوسي وبيريتشي وسيفرينو سيلو وجاتيس وغوميونيكا وغروميلجاك وروتيلي. . وفقا لمراقب بعثة المراقبة التابعة للاتحاد الأوروبي «كانت منطقة بأكملها تحترق». تم تدمير العديد من المباني الدينية. تم تلغيم مسجدين عمدا وتم وضع المتفجرات بعناية داخل المباني. علاوة على ذلك تم تدمير مسجد دوني أحميتشي بالمتفجرات الموضوعة حول قاعدة مئذنته.

#### القوات المشاركة
شملت القوات المشاركة في الهجوم الكتيبة الرابعة للشرطة العسكرية وعلى وجه الخصوص وحدة دوكيري. تم إنشاء المهرجون وهي فرقة لمكافحة الإرهاب تضم عشرين عضو أو نحو ذلك في يناير 1993 من داخل الشرطة العسكرية بأمر من زفونكو فوكوفيتش وكانت مهمتها تنفيذ مهام خاصة مثل التخريب المتمركزة في البنغل في ناديوسي. وكان من بين المشاركين الآخرين فيتيزوفي لواء فيتيسكا التابع لبلدية فيتيز ولواء نيكولا يوبيتش زرنسكي في بوسوفاتشا إلى جانب وحدات دوموبراني (الوحدات المنشأة في كل قرية وفقا لقرار صادر عن موستار بتاريخ 8 فبراير 1993) المتمركزة في أحميتشي وشانتيتشي وبيريتشي وناديوتشي. كما أشار العديد من الشهود في قضية بلاشكيتش إلى وجود جنود يرتدون زي مموه ويرتدون شعار الجيش الكرواتي. كما شارك في الهجوم عدد من الكروات من سكان هذه القرى. كانوا أعضاء في دوموبراني مثل سلافكو ميليتشيفيتش لقطاع دوني أحيميتشي وجاركو بابيتش عن قطاع زوم وبرانكو بيركوفيتش في قطاع ناديوتشي وزوران كوبريشكيتش في قطاع غرابوفي (منطقة في وسط أحميتشي) ونيناد شانتيتش وكوليتش في شانتيتشي.

#### إنكار
بعد المجزرة حاول القادة الكروات بدعم من جهود الدعاية إنكار المذبحة أو إلقاء اللوم على أطراف أخرى في حرب البوسنة والهرسك. نفى داريو كورديتش لبايام أكافان المحقق في مركز الأمم المتحدة لحقوق الإنسان تورط مجلس الدفاع الكرواتي في مذبحة أحميتشي في الواقع قال إن رجاله كمسيحيين صالحين لن يرتكبوا مثل هذه الأعمال أبدا وألقى باللوم على الصرب أو المسلمين أنفسهم: حسب قوله لا داعي للتحقيق. تم تقديم رد مماثل من قبل الجنرال تيهومير بلاشكيتش على العقيد البريطاني ستيوارت في حضور كورديتش.

### مذبحة فيتز

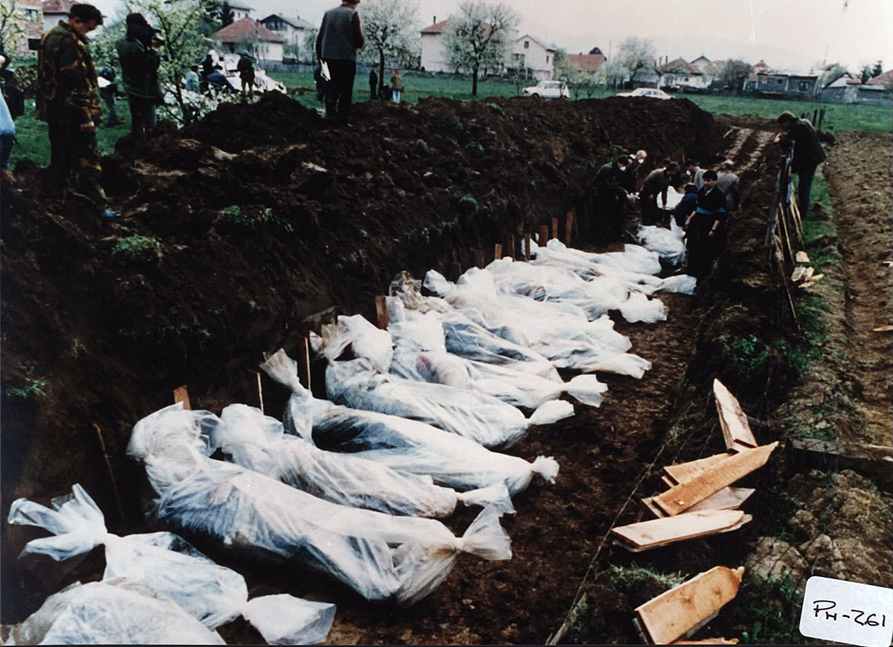
جثث أشخاص قتلوا في أبريل 1993 حول فيتيز. (الصورة مقدمة من المحكمة الجنائية الدولية ليوغوسلافيا السابقة).

في الصباح الباكر من يوم 16 أبريل 1993 حوالي الساعة 5:45 إلى 6:00 صباحا تعرضت مناطق البوسنيين في فيتيز وكروشتشا لهجوم بالمدفعية الكرواتية وازدادت في الصباح وشمل إطلاق قذائف الهاون من مختلف العيارات. كان هذا أول هجوم منسق في المنطقة بهجمات تحدث في وقت واحد في أعلى وأسفل الوادي. وفقا لرأي عسكري محترف لكولونيل بريطاني فإن جيش البوسنة والهرسك قد فوجئ. دخل جنود مجلس الدفاع الكرواتي بزي مموه إلى شوارع فيتيز واعتقلوا البوشناق وقتلوهم في شققهم. واعتقل البوسنيون البارزون في المدينة. قال أنتو بريليش العضو السابق في وحدة فيتيسوفي إن لواء فيتيسكا من مجلس الدفاع الكرواتي وفيتيزوفي هاجموا ستاري فيتيز لكن فيتيزوفي لم يشاركوا في مذبحة أحميتشي كوحدة واحدة على الرغم من أن فرد أو شخصين قد فعلوا ذلك.
هوجمت قريتا دونيا فيزيريسكا وغورنيا فيزيريسكا بالقرب من فيتيز في 16 أبريل 1993. وفي ليلة 15 أبريل 1993 غادر معظم الكروات دونيا فيزيريسكا. ومع ذلك لم يكن البوشناق يتوقعون هجوم لأن الكروات قد أخلوا القرية عدة مرات من قبل. بدأ القصف في الساعة 5:30 صباحا بإطلاق نار من مدفع مضاد للطائرات من المصنع القريب. ألقيت قنابل يدوية على المنازل واعتقل الأهالي وغيرهم وضربوا. وأحرقت غالبية منازل البوسنيين. قُتل ما لا يقل عن ثمانية أشخاص في الهجوم ودُمرت القرية بالمتفجرات والنيران.
إجمالا قُتل 172 بوسني في بلدية فيتيس وطرد 5,00 شخص (تم اعتقال 1200): تم تدمير 420 مبنى إلى جانب ثلاثة مساجد ومدرستين إسلاميتين ومدرستين.

#### هجوم ستاري فيتيس الإرهابي
استمر القتال في فيتيس بعد 16 أبريل 1993. وظلت البلدة القديمة ستاري فيتيس (أو المحلة كما يطلق عليها) في أيدي الحكومة البوسنية. غير أن مجلس الدفاع الكرواتي حاصرتها وعرضتها للحصار والهجوم من أبريل 1993 إلى فبراير 1994. واتسمت الفترة بمواجهات متفاوتة الشدة لا سيما بالهجوم العنيف في 18 يوليه 1993 عندما تعددت الأسلحة محلية الصنع المعروفة باسم «القنابل الأطفال» أطلقت على ستاري فيتيس وقتلت العديد من البوشناق. كما تم استهداف هذا الحي من البلدة بقاذفات الصواريخ وقذائف الهاون متعددة الأنابيب.
في 18 أبريل 1993 انفجرت ناقلة نفط تحتوي على 500 كيلوغرام من المتفجرات بالقرب من مسجد ستاري فيتيس مما أدى إلى تدمير مكاتب رئاسة الحرب البوسنية مما أسفر عن مقتل ستة أشخاص على الأقل وإصابة 50 آخرين. قبلت المحكمة الجنائية الدولية ليوغوسلافيا السابقة أن هذا العمل كان بمثابة عمل إرهابي محض ارتكبته عناصر داخل القوات الكرواتية باعتباره هجوم على السكان البوسنيين في ستاري فيتيس.

### قرى بوسوفاتشا
تقع قرى لونتشاري وميرداني وبوتيش في المنطقة الواقعة إلى الشرق من أحميتشي وشمال بوسوفاتشا. بعد الهجمات على القرى في يناير 1993 ذهب عدد كبير من السكان المدنيين إلى زينيتشا لكن خلال الأسابيع والأشهر التي تلت ذلك عاد العديد منهم إلى الوراء. ثم تعرضت القرى لهجوم من قبل مجلس الدفاع الكرواتي في أبريل. تعرضت قرية بوتيس المجاورة للهجوم في 15 أبريل. في ظهيرة يوم 16 أبريل 1993 هاجم جنود كرواتيون ملثمون قرية أويهنيتشي بإطلاق الرصاص الحارق على المنازل. في غضون نصف ساعة احترقت جميع منازل البوسنيين. كان القرويون غير مسلحين ولم يقاوموا. ووفقا لشهود عيان فإن باشكو ليوبيتشيتش الذي اتهمته المحكمة الجنائية الدولية ليوغوسلافيا السابقة لاحقا بارتكاب جرائم حرب كان قائد الوحدة التي هاجمت القرية وأن العميد دوشكو غروبيشيتش قائد لواء زرينسكي في مجلس الدفاع الكرواتي أمره بذلك «طهّروا المسلمين» من المنطقة. تم اعتقال حوالي عشرين رجل من لونتشاري واقتيدوا إلى كاونيك في 16 أبريل 1993. عند وصولهم تم اصطفافهم وسرقة ممتلكاتهم الثمينة من قبل جنود مجلس الدفاع الكرواتي.

### قرى كيسيلياك
في 18 أبريل 1993 تعرضت القرى البوسنية التابعة لبلدية كيسيلياك للهجوم. كانت خلفية الهجمات أمر من العقيد تيهومير بلاشكيتش إلى لواء مجلس الدفاع الكرواتي للاستيلاء على اثنتين من القرى حيث كان من المقرر وضع جميع قوات العدو تحت قيادة مجلس الدفاع الكرواتي. تعرضت قرى جوميونيكا وسفينياريفو وبهريتشي (التي كانت جميعها قريبة من بعضها البعض ومتصلة بالطريق الرئيسي) للهجوم من قبل مجلس الدفاع الكرواتي جنبا إلى جنب مع روتيلي وغروميلياك وبولي فيشنييكا والقرى البوسنية الأخرى في هذا الجزء من بلدية كيسيلياك. تم قتل أو طرد السكان البوسنيين في هذه القرى وأُضرمت النيران في المنازل والمساجد ونُهبت المنازل في سفينياريفو وغوميونيكا. في حالة روتيلي طُلب من قوات الدفاع الإقليمية البوسنية تسليم أسلحتها قبل أن تقصف مجلس الدفاع الكرواتي القرية. ونتيجة لذلك أضرمت النيران في الجزء السفلي من القرية ودُمر عشرين منزل أو حظيرة وقتل سبعة مدنيين.
شن مجلس الدفاع الكرواتي هجومها على قرية سفينياريفو بإطلاق قذائف هاون 60 و 80 و 120 ملم وأسلحة مضادة للطائرات. وفور توقف القصف نظم جنود من الدفاع الإقليمي البوسني إخلاء نحو 200 مدني من القرية. دخلت مشاة مجلس الدفاع الكرواتي إلى سفينياريفو والقرى المجاورة مثل روشيفاتش وبوريشيفو ويابويريفو ويهوفاتش وأضرمت النيران في العديد من المنازل التابعة لمسلمي البوسنة والهرسك وقتلوا عشرة مدنيين. كما اقتاد الجنود المدنيين إلى ثكنة كيسيلياك حيث تم سجنهم لعدة أسابيع. واستمرت الهجمات حتى 23 أبريل 1993.
عندما زار مراقبو بعثة المراقبة التابعة للاتحاد الأوروبي القرى التي وجدوا فيها تقريبا كل مسلمي البوسنة والهرسك قد غادروا أحرقت منازلهم وخلصوا إلى أن التطهير العرقي قد حدث في المنطقة. وجدت المحكمة الجنائية الدولية ليوغوسلافيا السابقة أن داريو كورديتش متورط في هذه الهجمات في بلدية تبعد حوالي 25 كيلومتر عن بوسوفاتشا. وقعت الهجمات بعد يومين من الهجمات على القرى البوسنية في وادي لاشفا وكانت جزء من نمط الهجمات على مسلمي البوسنة والهرسك في وسط البوسنة والهرسك. لم يكن بلاشكيتش لشن الهجمات بدون موافقة سياسية مما يعني موافقة القيادة المحلية في شخص داريو كورديتش.

### مذبحة زينيتشا
قبلت المحكمة الجنائية الدولية ليوغوسلافيا السابقة أن السوق في زينيتشا قد قصف من قبل مجلس الدفاع الكرواتي في 19 أبريل 1993 من قرية بوتيتشيفو 15 كيلومتر من زينيتشا مما أسفر عن مقتل 15 شخص وإصابة 50 آخرين. سقطت القذائف على ثلاث مجموعات من مجموعتين في الساعة 12:10 مساء 12:24 مساء و 12:29 مساء تم استخدام قطعتين من المدفعية: هاوتزر عيار 122 مم D-30) 2A18) وهي محملة باليد ولها معدل إطلاق نار بطيء. لقد كانت قطعة مدفعية احترافية حيث تم تعديل النيران بواسطة مراقب. زار عضوان دنماركيان من بعثة المراقبة التابعة للاتحاد الأوروبي مكان الحادث بعد وقت قصير من القصف والتقطوا صورا. تُظهر هذه الصور مشاهد الدمار في منطقة السوق والجثث ملقاة على الأرض والسيارات المدمرة ومأوى الحافلات المهدومة والمباني المتضررة. ألقى الكروات باللوم على الصرب في المجزرة لكن المحكمة الجنائية الدولية ليوغوسلافيا السابقة تجاهلت مثل هذه المزاعم خلال محاكمة داريو كورديتش.

### وقف إطلاق النار
في 18 أبريل أمر تيهومير بلاشكيتش ستيبان توكا وهو ضابط معتدل في مجلس الدفاع الكرواتي وقائد في فوينيكا بمهاجمة دوسينا. ومع ذلك لم ينفذ توكا الأمر لأنه كان يأمل في التوصل إلى اتفاق واتبع سياسة التسوية في فوينيكا حيث تم الحفاظ على السلام. وكانت النتيجة إقالته على الرغم من احتجاجات مجلس الدفاع الكرواتي المحلية ومنظمات أخرى.
في 19 أبريل أبلغت بعثة المراقبة التابعة للاتحاد الأوروبي عن تدهور حاد في الوضع في وسط البوسنة والهرسك وهو تفسير محتمل هو الهدف المشتبه به للكروات للاستيلاء على أراضي المقاطعتين بينما كان اهتمام العالم ينصب على سريبرينيتشا. في 20 أبريل هوجمت قرية غاتشيسي الواقعة إلى الجنوب الشرقي من ستاري فيتيس من قبل مجلس الدفاع الكرواتي وبعد ذلك بوقت قصير أفاد الضابط المناوب في لواء فيتيسكا بأن «قرية غاتشيس قد اكتملت بنسبة 70 في المائة» ومن المحتمل أن كن تحت السيطرة بنهاية اليوم.
برئاسة بعثة المراقبة التابعة للاتحاد الأوروبي جرت مفاوضات في 21 أبريل 1993 بين مجلس الدفاع الكرواتي والجيش البوسني بهدف تأمين وقف القتال وفصل القوات. في 25 أبريل 1993 في اجتماع في زغرب بين الرئيس عزت بيغوفيتش وماتيه بوبان تم التوصل إلى اتفاق لوقف إطلاق النار الفوري.

## المعسكرات
وجدت المحكمة الابتدائية للمحكمة الجنائية الدولية ليوغوسلافيا السابقة في قضية كورديتش وشركيز أن البوشناق تعرضوا بشكل منهجي للسجن التعسفي دون أي مبرر. وثبت أن التأكيد على أنهم احتجزوا لأسباب أمنية أو لسلامتهم الشخصية لا أساس له. أثناء احتجازهم تعرض البوشناق لظروف مختلفة من معسكر إلى آخر لكنها كانت بشكل عام غير إنسانية. وتم استخدام المعتقلين دون أي مبرر كرهائن ودروع بشرية وأجبروا على حفر الخنادق. وأسفر النشاط الأخير عن مقتل وجرح عدد.

### معسكر كاونيك
يقع معسكر كاونيك على بعد خمسة كيلومترات شمال بوسوفاتشا. تم اعتقال المدنيين البوسنيين وأعضاء الدفاع الإقليمي البوسني في المعسكر مرتين: الأولى بعد هجوم مجلس الدفاع الكرواتي على البلدية في يناير 1993 وثانيا بعد الهجمات في وادي لاشفا في أبريل 1993. في يناير عدة مئات تم اعتقال رجال من البوشناق. في مايو 1993 تم إدراج 79 معتقل. كانت الظروف في المعسكر فظيعة. كانت الزنازين صغيرة ومكتظة وكانت النظافة سيئة للغاية والطعام غير كاف. تعرض المعتقلون للضرب. كانت أصوات الصراخ تُسمع عبر مكبرات الصوت ليلا. أجبر مجلس الدفاع الكرواتي المعتقلين من كاونيك على حفر خنادق في أماكن مختلفة. وبحسب أحد الشهود فإن 26 ممن قُبض عليهم أثناء فترة وجوده لم يعودوا.

### مرافق الاحتجاز في فيتيز
سينما فيتيز هي جزء من مجمع يسمى «السينما» أو «المركز الثقافي» أو «جامعة العمال». خلال الحرب كان هذا المجمع يضم مقر لواء فيتيشكا. كما تم استخدام أجزاء منه (الطابق السفلي أولا ثم قاعة السينما) بعد 16 أبريل 1993 لاحتجاز ما يقرب من 200-300 من الرجال البوسنيين من جميع الأعمار الذين تم اعتقالهم. كان المجمع يحرسه جنود مجلس الدفاع الكرواتي يرتدون الزي العسكري وبعضهم من أفراد الشرطة العسكرية. وتعرض السجناء للضرب أثناء إقامتهم وإخراجهم لحفر الخنادق وبعضهم لم يعد.
كما تم إنشاء مركز احتجاز في محطة فيتيس البيطرية واستخدم في الأيام القليلة الأولى من الصراع في فيتيز. كان هناك حوالي 40 من البوشناق محتجزين في الطابق السفلي وتم اعتقال حوالي 70 شخص في المجموع: لم يقدم الحراس أي طعام للمعتقلين ولكن كان بإمكان عائلات المعتقلين إحضار الطعام لهم. تم أخذ المعتقلين لحفر خنادق في كروشتشيكا حيث قتل اثنان.
كانت مدرسة دوبرافيكا الابتدائية مركز مهم لاحتجاز أكثر من 300 بوسني من قبل مجلس الدفاع الكرواتي بين 16 و 30 أبريل 1993. قُتل بعضهم وجُرح آخرون بينما تعرض البعض لسوء المعاملة الجسدية والإذلال أثناء حفر الخنادق. أكد أنطو بريليش جندي كرواتي أنه شاهد في محاكمة كورديتش أن هناك حوالي 350 سجين بوسني (رجال ونساء وأطفال) في المدرسة. تم فصل النساء والأطفال عن الرجال. تم الاحتفاظ بالأول في الفصول الدراسية والأخيرة في صالة الألعاب الرياضية. واحتُجز سجناء عسكريون في القبو وقتل 15 منهم. في صالة الألعاب الرياضية لم يكن هناك ما يكفي من الهواء ولم يكن هناك طعام كاف ولا علاج طبي. وتعرض المعتقلون لسوء المعاملة واستخدموا كدروع بشرية ولحفر الخنادق في المنطقة القريبة من المدرسة وكولا. كل هذا دفع الشاهد للاحتجاج على سوء معاملة السجناء.

## محاكمات فردية لجرائم الحرب
المتهمون من قبل المحكمة الجنائية الدولية الخاصة بيوغوسلافيا السابقة:
- زلاتكو أليكسوفسكي (7 سنوات في السجن)
- تيهومير بلاشكيتش (45 عام في السجن ثم استاء من الحكم بعد ذلك بالسجن 9 سنوات)
- ميروسلاف برالو (20 عاما في السجن)
- ماريو تشيركيز (6 سنوات في السجن)
- أنتو فورونجيا (10 سنوات في السجن)
- دراغو يوسيبوفيتش (15 عام في السجن تم تخفيضها إلى 12 عام عند الاستئناف)
- داريو كورديتش (25 عام في السجن)
- زوران كوبريشكيتش (10 سنوات في السجن ثم بُرئ لاحقا في الاستئناف)
- ميريان كوبريشكيتش (8 سنوات في السجن ثم بُرئ لاحقا في الاستئناف)
- فلاتكو كوبريشكيتش (براءة)
- باسكو ليوبيتشيتش (10 سنوات في السجن)
- زوران مارينيتش (سحبت لائحة الاتهام)
- دراغان بابيتش (تمت تبرئته)
- بيرو سكوبلياك (سحبت لائحة الاتهام)
- إيفان شانتيتش (سحبت لائحة الاتهام)
- فلاديمير سانتيتش (25 عام في السجن ثم تم تخفيضها إلى 18 عام عند الاستئناف)

اتهمته محكمة البوسنة والهرسك:
- باسكو ليوبيتشيتش (10 سنوات في السجن)
- كريشو لوتشيتش (6 سنوات في السجن، (أحداث كريشيفو خلال التطهير العرقي في وادي لاشفا في أبريل 1993 كجزء من هجوم واسع النطاق ومنهجي ضد السكان المدنيين البوسنيين)